# Jozef Kríž
Jozef Kríž (26. ledna 1917 Finčice – 11. října 1979 Trenčín) byl slovenský a československý politik Komunistické strany Slovenska a poúnorový poslanec Národního shromáždění ČSSR.

## Biografie
Po absolvování reálného gymnázia začal studovat ČVUT v Praze, ale po uzavření českých vysokých škol nacisty se vrátil na Slovensko, kde byl zaměstnán na stavební správě pro stavbu hydrocentrál v Bratislavě. V roce 1945 vstoupil do Komunistické strany Slovenska. V letech 1945–1948 byl členem OV KSS v Ilavě, poté vedoucím oddělení pro průmysl a obchod na KV KSS v Žilině. V letech 1951–52 byl náměstkem pověřence pro obchod.
Ve volbách roku 1954 byl zvolen do Slovenské národní rady. Ve volbách roku 1960 byl zvolen za KSS do Národního shromáždění ČSSR za Východoslovenský kraj. V Národním shromáždění zasedal do konce volebního období parlamentu, tedy do voleb v roce 1964.
V letech 1953–1966 se uvádí jako náhradník (kandidát), člen a tajemník Ústředního výboru Komunistické strany Slovenska. Na sjezdu KSS v roce 1955 se stal jedním ze dvou tajemníků Komunistické strany Slovenska. Zastával i posty v celostátní komunistické straně. XI. sjezd KSČ ho zvolil za Ústředního výboru Komunistické strany Československa. XII. sjezd KSČ ho zvolil kandidátem ÚV KSČ. Patřil do mocenské skupiny okolo předních slovenských funkcionářů jako Karol Bacílek a Pavol David v době kampaní proti buržoaznímu nacionalismu. V roce 1956 doporučoval ideově rozdrtit a přimět k poslušnosti členy Svazu slovenských spisovatelů.
Ve volbách roku 1964 se stal poslancem Slovenské národní rady, v níž zastával po celé volební období, tedy do roku 1968, funkci místopředsedy (post místopředsedy zastával do prosince 1968). V SNR zasedal i v prodlouženém volebním období 1969–1971. Počátkem roku 1968 byl zvolen předsedou státoprávní komise Slovenské národní rady, která se zabývala změnou postavení slovenských orgánů. V roce 1969 odešel na ministerstvo zahraničních věcí a téhož roku vyslán do Norska jako velvyslanec akreditovaný také pro Island. V dubnu 1973 byl předčasně odvolán (jedním z důvodů byl i emigrace jeho dcery) a byl zařazen do 5. západoevropského odboru MZV, v roce 1974 však z ministerstva zahraničních věcí odešel a vrátil se do Bratislavy.